# Wojna światów live
Wojna światów live – dwupłytowy album koncertowy Józefa Skrzeka, wydany nakładem Gad Records i dokumentujący jego pierwszą solową trasę koncertową po rozwiązaniu grupy SBB. Wydany w 2004 roku nakładem Wydawnictwa 21, niezbyt dobrze brzmiący bootleg pod tym samym tytułem (, a poprzedzał go ascetycznie wydany w tzw. edycji autorskiej CD-R z 2001 roku, który był sprzedawany na koncertach Skrzeka)), zawiera materiał koncertowy z praskiej Lucerny z dnia 24 marca 1981 roku w nowej wersji, zremasterowanej przez Wolframa der Spyrę. Drugi krążek wypełnia zarejestrowany w styczniu 1981 roku w Warszawie pierwszy koncert nowego zespołu Skrzeka. W książeczce znalazły się wspomnienia Roberta Goli oraz niepublikowane w większości zdjęcia Mirosława R. Makowskiego z warszawskiego koncertu.

## Historia
31 stycznia 1981 roku Józef Skrzek wystąpił po raz pierwszy z nowym zespołem w warszawskiej Hali Gwardii, podczas specjalnego koncertu połączonego z projekcją zdjęć do filmu Piotra Szulkina Wojna światów – następne stulecie. Tytuł płyty może sugerować, że jest to sceniczne odtworzenie całego albumu studyjnego o tym samym tytule, co jest tylko częściowo prawdą, ponieważ repertuar przedstawiony podczas tego koncertu, był tylko w części oparty na kompozycjach, które miały towarzyszyć powstającemu w tym okresie obrazowi Szulkina. Reszta stanowi wybór utworów znanych, będących wcześniejszymi dokonaniami Skrzeka, czyli jego dorobek solowy i ten z albumów SBB. Jak zwykle w tym przypadku – prezentowane przez lidera i jego muzyków utwory, oczywiście różnią się aranżacyjnie od swych pierwowzorów zarejestrowanych na płytach. Skład ten pojawił się w kolejnych miesiącach w polskich i czechosłowackich salach koncertowych, kończąc swą działalność z końcem lata, kilkoma występami na festiwalach. Mimo krótkiego okresu działalności jest to zespół bardzo ważny w działalności śląskiego multiinstrumentalisty, który jako jedyny zmierzył się podczas koncertów także z materiałem z longplaya Ojciec chrzestny Dominika w jego oryginalnym brzmieniu (Toczy się koło historii) i jako jedyny prezentował na żywo nagrania z albumu studyjnego Wojna światów – następne stulecie.

## Lista utworów[6]
CD 1 (Praga 1981)
1. „Wojna światów”  (muz. Józef Skrzek) – 3:56
2. „Toczy się koło historii” (muz. Józef Skrzek – sł. Paweł Brodowski – 21:57
3. „Follow My Dream” (muz. Józef Skrzek – sł. Paweł Brodowski) – 6:40
4. „Freedom with Us” (muz. Józef Skrzek – sł. Marek Milik) – 13:47
5. „65th St. Sermon” (muz. J.Skrzek* – sł. Tom Winter) – 8:09
6. „Wonderful Sky-Ride” (muz. Józef Skrzek – Tom Winter) – 6:29
7. „Hung-Under” (muz. Józef Skrzek – sł. Paul Drasch) – 6:48
8. „Interception” (muz. Józef Skrzek – sł. Tom Cunningham) – 4:00

CD 2 (Warszawa 1981)
1. „(Józef)” – 1:51
2. „Szakal” – 2:27
3. „Kyks” – 1:47
4. „Follow My Dream” (muz. Józef Skrzek – sł. Paweł Brodowski) – 7:12
5. „Freedom With Us” (muz. Józef Skrzek – sł. Marek Milik) / „3rd Reanimation” (muz. Józef Skrzek) – 11:21
6. „Hung-Under” (muz. Józef Skrzek – sł. Tom Winter) – 6:52
7. „65th St Sermon” (muz. Józef Skrzek – sł. Tom Winter) – 5:29
8. „Fade Away” (muz. Józef Skrzek – sł. Tom Winter) – 3:03
9. „Wonderful Sky-Ride” (muz. Józef Skrzek – sł. Tom Winter) – 6:33
10. „The Gig” (muz. Józef Skrzek – sł. Tom Winter) – 8:08
11. „Why No Peace” (muz. Jozef Skrzek – sł. Paul Drash) – 6:37
12. „Szczęśliwi z miasta N.” (muz. Józef Skrzek) – 3:29
13. „Interception / Porno Magazin” (muz. Józef Skrzek – sł. Tom Cunningham) – 4:23
14. „Porno Instrumental” (muz. Józef Skrzek) – 1:28

## Muzycy[1][6]
- Józef Skrzek – śpiew, instrumenty klawiszowe, gitara basowa
- Tomasz Szukalski – saksofon
- Robert Gola – gitara
- Jan Skrzek – harmonijka ustna
- Janusz Ziomber – perkusja